# Grup d'empreses
Un grup d'empreses (Corporate group en anglès) o concentració industrial és una societat financera que posseeix participacions en el capital de diverses i variades empreses i que en controla l'activitat.
El principal dels beneficis econòmics d'aquest tipus d'estructura empresarial és el de l'eficiència fiscal: la càrrega tributària sobre el compte de resultats consolidada pot ser menor que la suma de les càrregues sobre cadascuna de les empreses del grup considerades individualment. Aquest efecte pot ser encara més important quan la seu del grup d'empreses es troba en un país amb una legislació fiscal més laxa o amb uns tipus impositius més reduïts que aquell o aquells on operen les companyies del grup. Els grups d'empreses poden considerar-se com una forma d'integració empresarial, amb tots els beneficis que aquesta representa, però sorgeixen també quan un grup de capitalistes va adquirint propietats i signatures diverses, buscant simplement la rendibilitat de cadascuna i no la integració de les seves activitats. Les lleis anti-monopoli poden restringir aquesta pràctica.
Existeixen grups d'empreses que es creen a través dels bancs i altres entitats financeres, grups d'empreses que parteixen del patrimoni d'una família i també d'altres conformats per empreses estatals.